# Giza (tỉnh)
Tỉnh Giza (tiếng Ả Rập: محافظة الجيزة Muḥāfaẓat al Ǧīza) là một tỉnh của Ai Cập. Thủ phủ của tỉnh là thành phố Giza. Tỉnh nằm ở trung tâm của đất nước và nằm trên bờ tây của sông Nin, đối diện với Cairo. Tỉnh có 2 thành phố. Tỉnh có thắng cảnh Kim tự tháp Giza nổi tiếng thế giới.
- Giza
- Memphis